# Luisa da Costa
Luisa da Costa  ist eine Politikerin aus Osttimor. Sie ist Mitglied der FRETILIN. Sie stammt aus Oe-Cusse Ambeno.
Costa wurde bei den Wahlen 2001 auf Platz 23 der FRETILIN-Liste in die Verfassunggebende Versammlung gewählt, aus der mit der Entlassung in die Unabhängigkeit am 20. Mai 2002 das Nationalparlament Osttimors wurde. In der Versammlung wurde Costa Mitglied des Themenkomitees I und des Komitees zur Systematisierung und Harmonisierung. Bei den Parlamentswahlen in Osttimor 2007 trat Costa auf Platz 56 der FRETILIN-Liste an, die Partei erhielt aber nur 21 der 65 Sitze im Parlament. 2012 und 2017 trat sie nicht an, 2018 aussichtslos auf Platz 64.